# Ансермануэво
Ансермануэво (исп. Ansermanuevo) — город и муниципалитет на западе Колумбии, на территории департамента Валье-дель-Каука. Входит в состав Северного субрегиона.

## История
Поселение, из которого позднее вырос город, было основано в 1539 году.

## Географическое положение

Муниципалитет Ансермануэво

Город расположен в северной части департамента, в гористой местности Западной Кордильеры, к западу от реки Каука, на расстоянии приблизительно 153 километров к северо-северо-востоку (NNE) от города Кали, административного центра департамента. Абсолютная высота — 971 метр над уровнем моря.
Муниципалитет Ансермануэво граничит на северо-западе с территорией муниципалитета Эль-Агила, на юго-востоке — с муниципалитетом Картаго, на юге — с муниципалитетом Торо, на юго-западе — с муниципалитетом Архелия, на западе — с муниципалитетом Эль-Кайро, на северо-востоке — с территорией департамента Рисаральда. Площадь муниципалитета составляет 346 км².

## Население
По данным Национального административного департамента статистики Колумбии, совокупная численность населения города и муниципалитета в 2015 году составляла 19 557 человек.
Динамика численности населения муниципалитета по годам:
| 2005   | 2006   | 2007   | 2008   | 2009   | 2010   | 2011   | 2012   | 2013   | 2014   | 2015   |
| ------ | ------ | ------ | ------ | ------ | ------ | ------ | ------ | ------ | ------ | ------ |
| 20 692 | 20 552 | 20 435 | 20 317 | 20 215 | 20 106 | 19 984 | 19 870 | 19 766 | 19 661 | 19 557 |

Согласно данным переписи 2005 года мужчины составляли 51,3 % от населения Ансермануэво, женщины — соответственно 48,7 %. В расовом отношении белые и метисы составляли 97,1 % от населения города; индейцы — 1,6 %; негры, мулаты и райсальцы — 1,3 %.
Уровень грамотности среди всего населения составлял 81,4 %.

## Экономика
52,8 % от общего числа городских и муниципальных предприятий составляют предприятия торговой сферы, 34,2 % — предприятия сферы обслуживания, 11,4 % — промышленные предприятия, 1,6 % — предприятия иных отраслей экономики.